# Termitotrox consobrinus
Termitotrox consobrinus là một loài bọ cánh cứng trong họ Termitotrogidae.